# Pinjin
A pinjin átírás (汉语拼音), más néven kínai fonetikus ábécé (Hanyu pinyin wenzi – „a kínai nyelv szótaglistája”) a kínai írott nyelv (mandarin) latin betűkre való átírásának nemzetközileg használt, szabványos módszere. A pekingi dialektuson alapul.
A szó a leírt módon, a magyarban használt [j]-vel ejtendő. Az angolos írásmódot használó szövegekben pinyin vagy pin-yin alakban látható.
Bevezetésének célja:
- a hivatalos pekingi nyelvjárás terjesztésének elősegítése;
- a kiejtés szabványosítása;
- más latin betűs átírások zűrzavarának megszüntetése.

## Története
A 19. század második feléig több latin betűs átírás is használatban volt, köztük egy olyan, amely a nankingi nyelvjáráson alapult, másrészt a kínai posta is saját rendszert alkalmazott. Ezeket lassanként az 1859-ben megalkotott, 1892-ben módosított Wade–Giles-átírás váltotta fel, amelyet egészen 1979-ig hivatalos átírásként használtak.
A pinjin az 1949-es kommunista hatalomátvétellel megindult átfogó írásreform részeként született meg; végleges formáját 1958-ban fogadták el. A rendszert a Csou Ju-kuang nyelvész által vezetett bizottság dolgozta ki. 1979. január 1-jétől Kína előírta a pinjin használatát a diplomáciai szövegekben és más idegen nyelvű kiadványokban, s ezt 1982-ben a Nemzetközi Szabványügyi Szervezet (ISO), 1986-ban pedig az ENSZ is elfogadta. 2009-ben pedig a Kínai Köztársaság (Tajvan) is bevezette mint hivatalos latin betűs átírási rendszert.

## Használata
A pinjin átírás nem a kínai írást kívánja helyettesíteni, hanem arra szolgál, hogy a pekingi (hivatalos) nyelvjárás szerinti kiejtés tanítását, népszerűsítését elősegítse. Ilyenformán az általános iskolai írás-olvasás oktatásban és a külföldiek kínainyelv-oktatásában egyaránt használatos, továbbá alapul szolgál a fogyatékkal élők jelrendszereihez is (például kínai Braille-írás), emellett sok esetben kiváltotta a kínai nemzetiségek hagyományos írását, sőt egyes írásbeliség nélküli nyelveket is ezzel jegyeznek le.
A pinjin olvasási szabályait ugyanúgy meg kell tanulnia annak, aki ki akarja ejteni az átírt szavakat, ahogyan más európai nyelvek szavainak megközelítő kiejtését is elsajátítja (például francia Marseille – márszej).

## Főbb tudnivalók
Az alábbi táblázatban vastag betűvel a pinjin, szögletes zárójelben a nemzetközi fonetikai ábécé szimbóluma – majd kötőjellel elválasztva a magyar közelítő kiejtés található.
|                          |                          | Ajakhang (labiális)                 | Fogmederhang (alveoláris)           | Retroflex hang                      | Fogmeder-szájpadláshang (alveolopalatális) | Utószájpadláshang (veláris)         |
| ------------------------ | ------------------------ | ----------------------------------- | ----------------------------------- | ----------------------------------- | ------------------------------------------ | ----------------------------------- |
| Zárhang (plozíva)        | –                        | b [p] – p                           | d [t] – t                           |                                     |                                            | g [k] – k                           |
| Zárhang (plozíva)        | hehezetes                | p [pʰ] – pʰ                         | t [tʰ] – tʰ                         |                                     |                                            | k [kʰ] – kʰ                         |
| Orrhang (nazális)        | Orrhang (nazális)        | m [m] – m                           | n [n] – n                           |                                     |                                            |                                     |
| Zár-réshang (affrikáta)  | –                        |                                     | z [ts] – c                          | zh [ʈʂ] – cs                        | j [tɕ] – ty                                |                                     |
| Zár-réshang (affrikáta)  | hehezetes                |                                     | c [tsʰ] – cʰ                        | ch [ʈʂʰ] – csʰ                      | q [tɕʰ] – tyʰ                              |                                     |
| Réshang (frikatíva)      | Réshang (frikatíva)      | f [f] – f                           | s [s] – sz                          | sh [ʂ] – s                          | x [ɕ] – hsz                                | h [x] – h                           |
| Folyékony hang (likvida) | Folyékony hang (likvida) |                                     | l [l] – l                           | r [ɻ]~[ʐ] – zs                      |                                            |                                     |
| Félhangzó2               | Félhangzó2               | y [j] – ji / [ɥ] – jü1 és w [w] – u | y [j] – ji / [ɥ] – jü1 és w [w] – u | y [j] – ji / [ɥ] – jü1 és w [w] – u | y [j] – ji / [ɥ] – jü1 és w [w] – u        | y [j] – ji / [ɥ] – jü1 és w [w] – u |

1 Az yu szótagkezdetet megközelítőleg jü-nek [ɥ] kell ejteni.

2 A w és y betűk a hivatalos pinjinben nem számítanak szótagkezdő mássalhangzónak, ezek csak a kezdő mássalhangzó hiányát jelölik, egyezményes írásbeli előtagjai az i, u és ü hangoknak egyéb kezdő mássalhangzó hiányában. Az y az i és ü hangokat, a w pedig az u-t előzi meg, illetve helyettesíti.
A pinjin betűinek hagyományos sorrendje az alábbi (amely egyúttal a mássalhangzókat – az utolsó két kiegészítő betűt kivéve – ejtéshely szerint is csoportosítja):
| b p m f | d t n l | g k h | j q x | zh ch sh r | z c s | w y |
| a o e i u ü |
(A magyar ábécének megfelelő sorrendben: a, b, c, ch, d, e, f, g, h, i, j, k, l, m, n, o, p, q, r, s, sh, t, u, ü, w, x, y, z, zh.)
- A m, n, l, f betűket a magyar (ill. nemzetközi) hangértéküknek megfelelően ejtjük.
- A h kiejtése erősebb a magyarnál (csak néhány szóban, pl. sah, doh, ejtünk ilyet), illetve a német ch-nak felel meg, pl. Kuchen, vagy az oroszból lehet ismert (fonetikailag: x).
- A zárhangok között a zöngéseket és zöngétleneket jelölő betűk (b, d, g, ill. p, t, k) a pinjin átírásban hehezet nélküli, illetve hehezetes – egyaránt zöngétlen – hangokat jelölnek. A b, d, g kiejtése tehát p, t, k, míg a p, t, k kiejtése pʰ, tʰ, kʰ. (Valódi b, d, g hangokat a kínaiban nem ejtünk.)
- A j, q, x betűk alveolopalatális hangokat jelölnek: ejtésükkor a nyelvcsúcs közvetlenül a fogak mögött van (mint a magyar c-vel írott hangnál), a nyelv hátsóbb része viszont megemelkedik, és a szájpadláshoz közelít. Így a j kiejtése a magyar ty-hez hangzik hasonlóan, a q pedig ennek hehezetes megfelelője (tyʰ). A x betűnek szintén nincs köze a megszokott kiejtéséhez, hanem a magyar szj együttes ejtéséhez vagy a selypített s-hez hangzik hasonlóan (alveolopalatális, zöngétlen réshang). (Hagyományos magyar átírása hsz.)
- A j, q, x, y (rózsaszín csoport) utáni u betű mindig ü-ként ejtendő (például: ju, qu, xu, yu mint tyü, tyʰü, szjü, [j]ü) – ezzel összhangban az un is ün-nek, az uan is üen-nek olvasandó e négy mássalhangzó után.
- A kínaiban négy retroflex, azaz hátrahúzott nyelvcsúccsal ejtett mássalhangzót találunk: zh, ch, sh, r. Ezek közül a zh a magyar cs hanghoz hasonló, a ch ennek hehezetes változata (csʰ) – mindkettő réshang (szemben a magyar cs zár-rés hanggal) –, az sh-val jelölt hang pedig a magyar s-sel közelíthető (a hátrahúzott nyelvcsúcsot leszámítva). Az r kiejtése a szokásos olvasatától teljesen eltér: lényegében az sh-val jelölt réshang zöngés párja, az egyetlen zöngés hang e négy közül, tehát a magyar zs-hez hangzik hasonlóan (neve: retroflex közelítőhang).
- A z a magyarban c-ként ismert hangot jelöli, a c ennek hehezetes változatát, a s pedig a magyar sz-nek felel meg.
- Az utóbbi 4 + 3 mássalhangzó (kék és sárga csoport) sajátossága, hogy az utánuk írott i betű (az orosz jerü-höz némiképp hasonlóan, vö. [ɨ] vagy [ɯ]) hátul ejtett ö-szerűen hangzik (tehát zhi, chi, shi, ri kiejtése kb. csö, csʰö, sö, zsö, a zi, ci, si pedig kb. cö, cʰö, szö).
- A szótag kezdetén álló w és y betűk kiejtése az angolnak felel meg (rövid u, illetve j félhangzók), ezek a mássalhangzós szótagkezdet hiányát jelölik; a szótagvéget e két betű után némileg eltérően írjuk. A weng, wen, wei szótagok rendre a mássalhangzó után álló ong, un, ui szótagvégeknek felelnek meg, és ejtésük kb. (u)ong, [u]ön, [u]éj ([u] a w-től függően), a you szótagvége pedig egyéb mássalhangzó után iu-ként jelenik meg, ejtése pedig: iou. Például: rong, cun, hui (ejtve: zsong, cʰuön, huéj), ill. liu (ejtve: liou).
- A szótag végén egymagában álló e betű ö-szerűen hangzik (svá), pl. ne ejtése kb. nö. Az y után azonban az ejtése je, tehát ye kiejtve: j(i)e.
- A magyarral egyező, két ponttal írott ü betű csak n és l után fordulhat elő (nü, lü), mivel csak e két hang után van megkülönböztető szerepe az u-tól (nu, lu), a többi esetben a szótag felépítése meghatározza a kiejtést. Ahol az ü beírása nem lehetséges, a v betűt használják helyette. A tónusjelek (l. alább) az ü-re is ugyanúgy felkerülnek, mint bármely más magánhangzóra: ǖ, ǘ, ǚ, ǜ.
- A b, p, m, f (lila csoport) utáni o uo-szerűen hangzik, akárcsak a kezdőhang nélküli szótagokban, ahol w áll az o előtt.
- Az ian (yan) ien-ként (pl. mian – mien) ejtendő.
- Az er önálló szótagként is létezik: kiejtésében egy hátul képzett á-szerű hang után az angol r-hez hasonló hangot ejtünk, tehát egészében az are angol szó kiejtéséhez hasonló (fonetikus átírással: [ɑɻ]).

Néhány példa a hehezet nélküli és hehezetes párokra, a megközelítő magyar kiejtéssel:
- b–p: bang – páng, pi – pʰi
- d–t: ding – ting, ta – tʰá
- z–c: zang – cáng, cai – cʰáj
- zh–ch: zhang – csáng, chang – csʰáng
- j–q: ji – tyi, qi – tyʰi

A kötőjelek és az aposztróf használata a korábbi nemzetközi átírási rendszerekhez viszonyítva minimális. Aposztrófot csak akkor használnak, ha a szótagok elkülönítése olvasáskor nem lenne egyértelmű, pl. a Xi'an (Hszian) városnévben, amely a xī (西) és ān (安 ) szótagokból áll, szemben pl. a xiān (先) szóval. A kötőjel nem jellemző, helyette a szavakat, szorosabb szókapcsolatokat egybe-, a többit különírják.

## A tónus (hanglejtés) jelölése
A szótárakban és más oktatási anyagokban ékezetekkel tüntetik fel az egyes szótagok hanglejtését, pl. mā, má, mǎ, mà. Egyes művekben az ékezetek helyett a szavak végén felső indexet használnak (pl. tú helyett „tu2” vagy egyszerűen „tu2”). A tónusjelölő ékezet a szótag fő magánhangzóján található (ha több van, akkor azon, amelyik teljes értékű hangzót, nem félhangzót jelöl).
1. tónus: (ɑ̄) ā ē ī ō ū ǖ Ā Ē Ī Ō Ū Ǖ
2. tónus: (ɑ́) á é í ó ú ǘ Á É Í Ó Ú Ǘ
3. tónus: (ɑ̌) ǎ ě ǐ ǒ ǔ ǚ Ǎ Ě Ǐ Ǒ Ǔ Ǚ
4. tónus: (ɑ̀) à è ì ò ù ǜ À È Ì Ò Ù Ǜ

Ezenkívül létezik egy további, hangsúlytalan tónus is, amely általában jelöletlen (vagy szükség esetén 0-val, esetleg 5-össel írható le):
(ɑ) a e i o u ü A E I O U Ü (néha a szótag előtti ponttal jelölve: ·ma)
Például: 妈 (mā – ma1 ’anya’), 麻 (má – ma2 ’kender’), 马 (mǎ – ma3 ’ló’), 骂 (mà – ma4 ’megszid’), 吗 (ma vagy ·ma – ma5 ’<kérdőszó>’).
Az eredeti kínai íráshoz képest az ékezet nélküli pinjin írásmódnál olykor tucatnyi olvasat merülhet fel, s ezek számát a tónusjelölés lényegesen csökkentheti, bár még így is maradhatnak kétértelműségek.
A HSK 4. szintjéhez szükséges bő ezer írásjegy közül például az ékezet elhagyása esetén 25-nek (!) az írásmódja lehet shi. A tónusjel alkalmazásával azonban ezt leszoríthatjuk az 1. tónusnál (shī) két lehetséges karakterre (失, 师), a 2.-nál (shí) ötre (十, 时, 识, 实, 拾), a 3.-nál (shǐ) háromra (史, 使, 始), ugyanakkor a 4. tónusnál (shì) még így is 13 opció marad (士, 示, 世, 市, 式, 事, 试, 视, 柿, 是, 适, 室, 释). A tónus hiányát jelző ékezet nélküli írásmód (shi) pedig egyféle további lehetőséget takar (匙). A pinjin tehát (akárcsak a hangzó beszéd) nem tudja olyan egyértelműséggel visszaadni az értelmet, mint az eredeti kínai írás, nagyobb mértékben szükséges a kontextusra támaszkodni, de a tónusjelölés nagyban elősegíti a pinjin átírású kínai szöveg megértését.

## Szótagtáblázat
| pinjin átírás | Wade–Giles átírás | népszerű magyar |
| ------------- | ----------------- | --------------- |
| a             | a                 | a               |
| ai            | ai                | aj              |
| an            | an                | an              |
| ang           | ang               | ang             |
| ao            | ao                | ao              |
|               |                   |                 |
| ba            | pa                | pa              |
| bai           | pai               | paj             |
| ban           | pan               | pan             |
| bang          | pang              | pang            |
| bao           | pao               | pao             |
| bei           | pei               | pej             |
| ben           | pen               | pen             |
| beng          | peng              | peng            |
| bi            | pi                | pi              |
| bian          | pien              | pien            |
| biao          | piao              | piao            |
| bie           | pieh              | pie             |
| bin           | pin               | pin             |
| bing          | ping              | ping            |
| bo            | po                | po              |
| bu            | pu                | pu              |
|               |                   |                 |
| ca            | ts'a              | ca              |
| cai           | ts'ai             | caj             |
| can           | ts'an             | can             |
| cang          | ts'ang            | cang            |
| cao           | ts'ao             | cao             |
| ce            | ts'e              | cö              |
| cei           | ts'ei             | cej             |
| cen           | ts'en             | cen             |
| ceng          | ts'eng            | ceng            |
| cha           | ch'a              | csa             |
| chai          | ch'ai             | csaj            |
| chan          | ch'an             | csan            |
| chang         | ch'ang            | csang           |
| chao          | ch'ao             | csao            |
| che           | ch'e              | csö             |
| chen          | ch'en             | csen            |
| cheng         | ch'eng            | cseng           |
| chi           | ch'ih             | cse             |
| chong         | ch'ung            | csung           |
| chou          | ch'ou             | csou            |
| chu           | ch'u              | csu             |
| chua          | ch'ua             | csua            |
| chuai         | ch'uai            | csuaj           |
| chuan         | ch'uan            | csuan           |
| chuang        | ch'uang           | csuang          |
| chui          | ch'ui             | csuj            |
| chun          | ch'un             | csun            |
| chuo          | ch'o              | cso             |
| ci            | tz'u              | ce              |
| cong          | ts'ung            | cung            |
| cou           | ts'ou             | cou             |
| cu            | ts'u              | cu              |
| cuan          | ts'uan            | cuan            |
| cui           | ts'ui             | cuj             |
| cun           | ts'un             | cun             |
| cuo           | ts'o              | co              |
|               |                   |                 |
| da            | ta                | ta              |
| dai           | tai               | taj             |
| dan           | tan               | tan             |
| dang          | tang              | tang            |
| dao           | tao               | tao             |
| de            | te                | tö              |
| dei           | tei               | tej             |
| den           | ten               | ten             |
| deng          | teng              | teng            |
| di            | ti                | ti              |
| dian          | tien              | tien            |
| diao          | tiao              | tiao            |
| die           | tieh              | tie             |
| ding          | ting              | ting            |
| diu           | tiu               | tiu             |
| dong          | tung              | tung            |
| dou           | tou               | tou             |
| du            | tu                | tu              |
| duan          | tuan              | tuan            |
| dui           | tui               | tuj             |
| dun           | tun               | tun             |
| duo           | to                | to              |
|               |                   |                 |
| e             | ê, o              | o               |
| ê             | eh                | e               |
| ei            | ei                | ej              |
| en            | en                | en              |
| eng           | eng               | eng             |
| er            | erh               | er              |
|               |                   |                 |
| fa            | fa                | fa              |
| fan           | fan               | fan             |
| fang          | fang              | fang            |
| fei           | fei               | fej             |
| fen           | fen               | fen             |
| feng          | feng              | feng            |
| fo            | fo                | fo              |
| fou           | fou               | fou             |
| fu            | fu                | fu              |
|               |                   |                 |
| ga            | ka                | ka              |
| gai           | kai               | kaj             |
| gan           | kan               | kan             |
| gang          | kang              | kang            |
| gao           | kao               | kao             |
| ge            | ko                | ko              |
| gei           | kei               | kej             |
| gen           | ken               | ken             |
| geng          | keng              | keng            |
| gong          | kung              | kung            |
| gou           | kou               | kou             |
| gu            | ku                | ku              |
| gua           | kua               | kua             |
| guai          | kuai              | kuaj            |
| guan          | kuan              | kuan            |
| guang         | kuang             | kuang           |
| gui           | kuei              | kuj             |
| gun           | kun               | kun             |
| guo           | kuo               | kuo             |
|               |                   |                 |
| ha            | ha                | ha              |
| hai           | hai               | haj             |
| han           | han               | han             |
| hang          | hang              | hang            |
| hao           | hao               | hao             |
| he            | ho                | ho              |
| hei           | hei               | hej             |
| hen           | hen               | hen             |
| heng          | heng              | heng            |
| hong          | hung              | hung            |
| hou           | hou               | hou             |
| hu            | hu                | hu              |
| hua           | hua               | hua             |
| huai          | huai              | huaj            |
| huan          | huan              | huan            |
| huang         | huang             | huang           |
| hui           | hui               | huj             |
| hun           | hun               | hun             |
| huo           | huo               | huo             |
|               |                   |                 |
| ji            | chi               | csi             |
| jia           | chia              | csia            |
| jian          | chien             | csien           |
| jiang         | chiang            | csiang          |

| pinjin átírás | Wade–Giles átírás | népszerű magyar |
| ------------- | ----------------- | --------------- |
| jiao          | chiao             | csiao           |
| jie           | chieh             | csie            |
| jin           | chin              | csin            |
| jing          | ching             | csing           |
| jiong         | chiung            | csiung          |
| jiu           | chiu              | csiu            |
| ju            | chü               | csü             |
| juan          | chüan             | csüan           |
| jue           | chüeh             | csüe            |
| jun           | chün              | csün            |
|               |                   |                 |
| ka            | k'a               | ka              |
| kai           | k'ai              | kaj             |
| kan           | k'an              | kan             |
| kang          | k'ang             | kang            |
| kao           | k'ao              | kao             |
| ke            | k'o               | ko              |
| kei           | k'ei              | kej             |
| ken           | k'en              | ken             |
| keng          | k'eng             | keng            |
| kong          | k'ung             | kung            |
| kou           | k'ou              | kou             |
| ku            | k'u               | ku              |
| kua           | k'ua              | kua             |
| kuai          | k'uai             | kuaj            |
| kuan          | k'uan             | kuan            |
| kuang         | k'uang            | kuang           |
| kui           | k'ui              | kuj             |
| kun           | k'un              | kun             |
| kuo           | k'uo              | kuo             |
|               |                   |                 |
| la            | la                | la              |
| lai           | lai               | laj             |
| lan           | lan               | lan             |
| lang          | lang              | lang            |
| lao           | lao               | lao             |
| le            | le                | lö              |
| lei           | lei               | lej             |
| leng          | leng              | leng            |
| li            | li                | li              |
| lia           | lia               | lia             |
| lian          | lien              | lien            |
| liang         | liang             | liang           |
| liao          | liao              | liao            |
| lie           | lieh              | lie             |
| lin           | lin               | lin             |
| ling          | ling              | ling            |
| liu           | liu               | liu             |
| lo            | -                 | lo              |
| long          | lung              | lung            |
| lou           | lou               | lou             |
| lu            | lu                | lu              |
| lü            | lü                | lü              |
| luan          | luan              | luan            |
| lüe           | lüeh              | lüe             |
| lun           | lun               | lun             |
| luo           | lo                | lo              |
|               |                   |                 |
| ma            | ma                | ma              |
| mai           | mai               | maj             |
| man           | man               | man             |
| mang          | mang              | mang            |
| mao           | mao               | mao             |
| me            | me                | mö              |
| mei           | mei               | mej             |
| meng          | meng              | meng            |
| mi            | mi                | mi              |
| mian          | mian              | mien            |
| miao          | miao              | miao            |
| mie           | mieh              | mie             |
| min           | min               | min             |
| ming          | ming              | ming            |
| miu           | miu               | miu             |
| mo            | mo                | mo              |
| mou           | mou               | mou             |
| mu            | mu                | mu              |
|               |                   |                 |
| na            | na                | na              |
| nai           | nai               | naj             |
| nan           | nan               | nan             |
| nang          | nang              | nang            |
| nao           | nao               | nao             |
| ne            | ne                | nö              |
| nei           | nei               | nej             |
| nen           | nen               | nen             |
| neng          | neng              | neng            |
| ni            | ni                | ni              |
| nian          | nien              | nien            |
| niang         | niang             | niang           |
| niao          | niao              | niao            |
| nie           | nieh              | nie             |
| nin           | nin               | nin             |
| ning          | ning              | ning            |
| niu           | niu               | niu             |
| nong          | nung              | nung            |
| nou           | nou               | nou             |
| nu            | nu                | nu              |
| nü            | nü                | nü              |
| nuan          | nuan              | nuan            |
| nüe           | nüeh              | nüe             |
| nuo           | no                | no              |
|               |                   |                 |
| ou            | ou                | ou              |
|               |                   |                 |
| pa            | p'a               | pa              |
| pai           | p'ai              | paj             |
| pan           | p'an              | pan             |
| pang          | p'ang             | pang            |
| pao           | p'ao              | pao             |
| pei           | p'ei              | pej             |
| pen           | p'en              | pen             |
| peng          | p'eng             | peng            |
| pi            | p'i               | pi              |
| pian          | p'an              | pien            |
| piao          | p'iao             | piao            |
| pie           | p'ieh             | pie             |
| pin           | p'in              | pin             |
| ping          | p'ing             | ping            |
| po            | p'o               | po              |
| pou           | p'ou              | pou             |
| pu            | p'u               | pu              |
|               |                   |                 |
| qi            | ch'i              | csi             |
| qia           | ch'ia             | csia            |
| qian          | ch'ien            | csien           |
| qiang         | ch'iang           | csiang          |
| qiao          | ch'iao            | csiao           |
| qie           | ch'ieh            | csie            |
| qin           | ch'in             | csin            |
| qing          | ch'ing            | csing           |
| qiong         | ch'iung           | csiung          |
| qiu           | ch'iu             | csiu            |
| qu            | ch'ü              | csü             |
| quan          | ch'üan            | csüan           |
| que           | ch'üeh            | csüe            |
| qun           | ch'ün             | csün            |
|               |                   |                 |
| ran           | jan               | zsan            |
| rang          | jang              | zsang           |
| rao           | jao               | zsao            |
| re            | je                | zsö             |
| ren           | jen               | zsen            |
| reng          | jeng              | zseng           |
| ri            | jih               | zsi             |

| pinjin átírás | Wade–Giles átírás | népszerű magyar |
| ------------- | ----------------- | --------------- |
| rong          | jung              | zsung           |
| rou           | jou               | zsou            |
| ru            | ju                | zsu             |
| rua           | jua               | zsua            |
| ruan          | juan              | zsuan           |
| rui           | jui               | zsuj            |
| run           | jun               | zsun            |
| ruo           | jo                | zso             |
| sa            | sa                | sza             |
| sai           | sai               | szaj            |
| san           | san               | szan            |
| sang          | sang              | szang           |
| sao           | sao               | szao            |
| se            | se                | szö             |
| sen           | sen               | szen            |
| seng          | seng              | szeng           |
| sha           | sha               | sa              |
| shai          | shai              | saj             |
| shan          | shan              | san             |
| shang         | shang             | sang            |
| shao          | shao              | sao             |
| she           | she               | sö              |
| shen          | shen              | sen             |
| sheng         | sheng             | seng            |
| shi           | shih              | si              |
| shou          | shou              | sou             |
| shu           | shu               | su              |
| shua          | shua              | sua             |
| shuai         | shuai             | suaj            |
| shuan         | shuan             | suan            |
| shuang        | shuang            | suang           |
| shui          | shui              | suj             |
| shun          | shun              | sun             |
| shuo          | shuo              | suo             |
| si            | szu, ssu          | sze             |
| song          | sung              | szung           |
| sou           | sou               | szou            |
| su            | su                | szu             |
| suan          | suan              | szuan           |
| sui           | sui               | szuj            |
| sun           | sun               | szun            |
| suo           | so                | szo             |
|               |                   |                 |
| ta            | t'a               | ta              |
| tai           | t'ai              | taj             |
| tan           | t'an              | tan             |
| tang          | t'ang             | tang            |
| tao           | t'ao              | tao             |
| te            | t'e               | tö              |
| tei           | t'ei              | tej             |
| teng          | t'eng             | teng            |
| ti            | t'i               | ti              |
| tian          | t'ien             | tien            |
| tiao          | t'iao             | tiao            |
| tie           | t'ieh             | tie             |
| ting          | t'ing             | ting            |
| tong          | t'ung             | tung            |
| tou           | t'ou              | tou             |
| tu            | t'u               | tu              |
| tuan          | t'uan             | tuan            |
| tui           | t'ui              | tuj             |
| tun           | t'un              | tun             |
| tuo           | t'o               | to              |
| wa            | wa                | va              |
| wai           | wai               | vaj             |
| wan           | wan               | van             |
| wang          | wang              | vang            |
| wei           | wei               | vej             |
| wen           | wen               | ven             |
| weng          | weng              | veng            |
| wo            | wo                | vo              |
| wu            | wu                | vu              |
|               |                   |                 |
| xi            | hsi               | hszi            |
| xia           | hsia              | hszia           |
| xian          | hsien             | hszien          |
| xiang         | hsiang            | hsziang         |
| xiao          | hsiao             | hsziao          |
| xie           | hsieh             | hszie           |
| xin           | hsin              | hszin           |
| xing          | hsing             | hszing          |
| xiong         | hsiung            | hsziung         |
| xiu           | hsiu              | hsziu           |
| xu            | hsü               | hszü            |
| xuan          | hsüan             | hszüan          |
| xue           | hsüeh             | hszüe           |
| xun           | hsün              | hszün           |
|               |                   |                 |
| ya            | ya                | ja              |
| yan           | yan               | jen             |
| yang          | yang              | jang            |
| yao           | yao               | jao             |
| ye            | yeh               | je              |
| yi            | i                 | ji              |
| yin           | yin               | jin             |
| ying          | ying              | jing            |
| yo            | -                 | jo              |
| yong          | yung              | jung            |
| you           | you               | ju              |
| yu            | yü                | jü              |
| yuan          | yüan              | jüan            |
| yue           | yüeh, yo          | jüe             |
| yun           | yun               | jün             |
|               |                   |                 |
| za            | tsa               | ca              |
| zai           | tsai              | caj             |
| zan           | tsan              | can             |
| zang          | tsang             | cang            |
| zao           | tsao              | cao             |
| ze            | tse               | cö              |
| zei           | tsei              | cej             |
| zen           | tsen              | cen             |
| zeng          | tseng             | ceng            |
| zha           | cha               | csa             |
| zhai          | chai              | csaj            |
| zhan          | chan              | csan            |
| zhang         | chang             | csang           |
| zhao          | chao              | csao            |
| zhe           | che               | csö             |
| zhei          | chei              | csej            |
| zhen          | chen              | csen            |
| zheng         | cheng             | cseng           |
| zhi           | chih              | cse             |
| zhong         | chung             | csung           |
| zhou          | chou              | csou            |
| zhu           | chu               | csu             |
| zhua          | chua              | csua            |
| zhuai         | chuai             | csuaj           |
| zhuan         | chuan             | csuan           |
| zhuang        | chuang            | csuang          |
| zhui          | chui              | csuj            |
| zhun          | chun              | csun            |
| zhuo          | cho               | cso             |
| zi            | tzu               | ce              |
| zong          | tsung             | cung            |
| zou           | tsou              | cou             |
| zu            | tsu               | cu              |
| zuan          | tsuan             | cuan            |
| zui           | tsui              | cuj             |
| zun           | tsun              | cun             |
| zuo           | tso               | co              |